# Shota Koide
Shota Koide (小井手 翔太 Koide Shota?), född 29 september 1981 i Fukuoka prefektur, är en japansk fotbollsspelare.
Koide började sin karriär 2004 i Sagan Tosu. Efter Sagan Tosu spelade han för Gainare Tottori, Nakhon Ratchasima FC, Grulla Morioka och Nara Club. Han avslutade karriären 2017.